# На нашій варті
На нашій варті; А ми, як мудаки, стояли поруч і дивилися (E noi come stronzi rimanemmo a guardare) — італійський фільм 2021 року режисера П'єрфранческо Діліберто. Це сатирична комедія з елементами наукової фантастики.

## Про фільм
Артуро — перспективний менеджер, який, сам того не підозрюючи, впроваджує алгоритм. Алгоритм зробить його зайвим у своїй компанії. Він втрачає дівчину, роботу та друзів — одразу.
Щоб теж не залишитися бездомним, він адаптується до роботи райдером у великому міжнаціональному технологічному підприємстві. Єдиною розрадою для його самотності є Стелла — голограма, створена з програми, розробленої самим підприємством.
Після першого тижня безкоштовної пробної версії, коли Артуро прив'язаний до постаті Стелли, він не має можливості поновити підписку.
Артуро буде змушений наполегливо працювати, щоб знайти кохання та свободу. Якщо вони справді існують.

## Знімались
| Актор                   | Роль        |
| ----------------------- | ----------- |
| Фабіо Дн Луїджі         | Артуро      |
| Іленія Пастореллі       | Стелла      |
| П'єрфранческо Діліберто | Рафаелло    |
| Валерія Соларіно        | Ліза        |
| Мауріціо Маркетті       | Жан-П'єр    |
| Мауріціо Нікетті        | Фуубер      |
| Ораціо Стракуцці        | Ораціо      |
| Елія Шилтон             | Нікеллі     |
| Енцо Казертано          | консультант |
| Елізабета Кораіні       | Соня        |